# 1974年2月英國大選
1974年2月英國大選舉辦於1974年2月28日。這次選舉是英國加入歐洲共同體之後的首次選舉，也是英國在戰後首次未有政黨在議會中取得單獨過半數的選舉。雖然保守黨在選舉中贏得最多得票，但工黨獲得了最多議席（301席），多於保守黨的297席。北愛爾蘭的全部12個議席均由地方政黨獲得。最大的兩個黨派的得票率在這次選舉中均有大幅減少，而自由黨的得票率則明顯增加。